# Vrbnik (Biskupija)
Vrbnik je naselje u općini Biskupija Šibenko-kninskoj županiji. 

## Zemljopis
Naselje se nalazi  južno od Knina.

## Povijest
Vrbnik se od 1991. do 1995. godine nalazio pod srpskom okupacijom, tj. bio je u sastavu SAO Krajine.

## Stanovništvo
Prema popisu iz 2011. godine naselje je imalo 447 stanovnika.
| broj stanovnika | 1115  | 1513  | 1107  | 1344  | 1369  | 1561  | 1750  | 1993  | 1524  | 1633  | 1640  | 1550  | 1362  | 1332  | 323   | 447   | 297   |
|                 | 1857. | 1869. | 1880. | 1890. | 1900. | 1910. | 1921. | 1931. | 1948. | 1953. | 1961. | 1971. | 1981. | 1991. | 2001. | 2011. | 2021. |

## Spomenici i znamenitosti
U mjestu se nalazi pravoslavna crkva Svetog Nikole izgrađena 1619. godine.